# Roman Trabura
Roman Trabura (* 21. července 1960 Vsetín nebo Slavičín) je český malíř narozený na Valašsku. Maluje narativní obrazy, znázorňující výsek většího častokrát bizarního příběhu. Dalšími okruhy tvorby jsou obrazy v komiksovém stylu, jimiž se autor častokrát vyjadřuje k aktuálním politickým situacím. Tematickým okruhem autorovy tvorby jsou i obrazy imaginárních měst v podobě temných vedut.

## Profesní život
Od roku 1978 žije v Praze kam odešel za lepšími možnosti z maloměsta. A již v roce 1985 se účastnil skupinové výstavy ve Valdštejnské zahradě v Praze. Rok poté následovala dnes již slavná skupinová výstava Konfrontace I., v roce 1987 následovaná skupinovou výstavou Konfrontace II. Svoji první samostatnou výstavu zrealizoval v roce 1988 v KD Cíl, Praha. Mezi lety 1990-1997 vystudoval Akademii výtvarných umění v Praze, po které vystavoval jak na samostatných, tak skupinových výstavách každý rok. Poslední známá výstava proběhla v roce 2015 v The Castle - galerie starý zámek, Hořovice. Je taktéž členem skupiny Pilky.
V roce 1991 absolvoval, ještě coby student akademie, studijní pobyt v La Rectoria ve španělské Barceloně. Čtyři roky na to, opět jako student, absolvoval další studijní pobyt, tentokrát na Nottingham Trent University ve Velké Británii. Autor se realizoval i v tvorbě zaměřené na veřejné prostory a interiérový design. Například v roce 1995 oltářní malbou v kostele v Líbeznicích u Prahy nebo návrhem vizuálního designu komplexu K.H.B.Kagoshima v Japonsku.

## Zastoupení ve sbírkách
Jeho díla mají ve svých sbírkách takové instituce jako Národní galerie v Praze, Muzeum umění v Olomouci, Galerie středočeského kraje nebo soukromí sběratelé ve Frankfurtu, Barceloně nebo New Yorku.

## Ocenění
- 2001 výroční cena nakladatelství Mladá fronta za ilustrace
- 1991, 1995, 1997, 2000 a 2006 Stipendium J.+M. Jelinek Stifftung